# Каїнкулак
Каїнкула́к — річка в Україні, в межах Бердянського району Запорізької області. Права притока Токмаку (басейн Азовського моря).

## Опис
Довжина 21 км, площа басейну 182 км², похил 4.2 м/км. За іншими даними довжина річки становить 24 км, площа басейну — 46 км². Долина порівняно глибока і вузька, в деяких місцях порізана балками і ярами. Річище слабо звивисте, у верхів'ї інколи пересихає. Русло рівне, в шести місцях перекрите греблями, висока заболоченість, береги пологі. Середня ширина русла становить 2 м, середня глибина річки — 0.55 м, швидкість течії — 6 м/с.

## Природа
Досить значні площі у гирловій та передгирловій частині річки Каїнкулак зайняті штучними лісовими насадженнями. Основні деревні породи в них: робінія, сосна кримська, гледичія, бузина, шовковиця, жимолость, фруктові дерева. У заплаві річки, у пониззях балок часто росте очерет та осоки. Місцями є рогіз та інші водні й коловодні рослини. Цілинний степ зберігся по берегах річки в районах, де на поверхню виходять гранітні породи, що не дозволяє проводити орні сільськогосподарські роботи. У Каїнкулацькому водосховищі живе бичок-кругляк (Neogobius melanostomus).

## Розташування
Каїнкулак бере початок біля села Новополтавки, неподалік від гори Токмак-Могили (Приазовська височина). Тече переважно на захід. На річці знаходиться село Новоказанкувате й було розташоване село Новоукраїнка, на двох безіменних правих притоках-балках річки Каїкулак розташовані села Петропавлівка, Крижчене. Річка впадає до Токмаку біля східної околиці села Трудове.

## Цікаві факти
На річці розташований один з небагатьох водоспадів Запорізької області — Каїнкулацький водоспад. На річці також розташоване Каїнкулацьке водосховище — воно має площу 2,76 км², найбільші глибини сягають 12 м, солоність води коливається в межах 2,0–2,9 г/л. Каїнкулак з тюркського означає «скельний яр».